# Utomhushandboll i Sverige
Utomhushandboll i Sverige började spridas i landet i början av 1900-talet. Det var den vanligaste varianten av sporten, då bristen på sporthallar var stor. Handboll spelades bland annat av marinen, där handboll var en populär sport.

## Historia
1934 spelade Sverige sin första handbollslandskamp på herrsidan, mot Tyskland i Stockholm, som blev förlust med 7–18. Den första damlandskampen med svenskt deltagande avgjordes 1946, då Sveriges elvamannalandslag vann med 5–2 mot Norge i Oslo.
1942 spelade den första SM-turneringen i utomhushandboll för herrar. Fem år senare gjordes motsvarande för damlag.
De mest framgångsrika svenska handbollsklubbarna i elvamannahandboll utomhus har varit herrarnas Majornas IK med åtta SM-guld och damernas Kvinnliga IK Sport med 14 SM-guld. Redbergslids IK vann totalt elva SM-guld utomhus på herrsidan men då var sex av dem i sjumannahandboll på liten utomhusplan.
De sista SM-gulden för elvamannalag delades ut 1961. Från och med 1962 till 1998 avgjordes alla svenska mästerskap i utomhushandboll på planer med samma mått som för inomhusspelet och med sjumannalag. Därefter har SM-guld istället utdelats till vinnare av beachhandboll-SM.

## Lista över svenska mästare utomhus

### Herrar
Mellan 1942 och 1961 för elvamannalag på stor plan. Från och med 1962 för sjumannalag med planmått och övriga regler som för inomhusspelet. Mästarna korades i cupform, utom 1977 då de fyra främsta möttes i en slutspelsserie.
Elvamanna
- 1941 IFK Kristianstad
- 1942 Majornas IK
- 1943 IK Göta
- 1944 IFK Kristianstad
- 1945 Majornas IK
- 1946 Redbergslids IK
- 1947 Redbergslids IK
- 1948 SoIK Hellas
- 1949 Redbergslids IK
- 1950 Redbergslids IK
- 1951 Redbergslids IK
- 1952 Spelades ej
- 1953 Majornas IK
- 1954 Örebro SK
- 1955 Majornas IK
- 1956 Majornas IK
- 1957 Majornas IK
- 1958 Majornas IK
- 1959 Majornas IK
- 1960 Lugi HF
- 1961 Redbergslids IK

Sjumanna
- 1962 SoIK Hellas
- 1963 Redbergslids IK
- 1964 Redbergslids IK
- 1965 IF Saab
- 1966 KFUM Borås
- 1967 UoIF Matteuspojkarna
- 1968 SoIK Hellas
- 1969 Redbergslids IK
- 1970 Västra Frölunda IF
- 1971 IF Guif
- 1972 SoIK Hellas
- 1973 Västra Frölunda IF
- 1974 Lugi HF
- 1975 Lugi HF
- 1976 IFK Malmö
- 1977 HK Drott
- 1978–1980 Spelades ej
- 1981 Tyresö IF
- 1982 Spelades ej
- 1983 GF Kroppskultur
- 1984 IF Guif
- 1985 HP Warta
- 1986 Redbergslids IK
- 1987 Redbergslids IK
- 1988 HK Cliff
- 1989 HK Cliff
- 1990 Irsta HF
- 1991 BK Söder
- 1992 BK Söder
- 1993 BK Söder
- 1994 HK Drott
- 1995 BK Söder
- 1996 Polisen/Söder
- 1997 IFK Tumba
- 1998 Lugi HF

### Damer
- 1947 IK Göta, Stockholm
- 1948 Älvsjö AIK
- 1949 Kvinnliga IK Sport, Göteborg
- 1950 Kvinnliga IK Sport, Göteborg
- 1951 Kvinnliga IK Sport, Göteborg
- 1952 Kvinnliga IK Sport, Göteborg
- 1953 IFK Lidingö
- 1954 Kvinnliga IK Sport, Göteborg
- 1955 Älvsjö AIK
- 1956 IF Guif, Eskilstuna
- 1957 Kvinnliga IK Sport, Göteborg
- 1958–1959 Inga SM
- 1960 Kvinnliga IK Sport, Göteborg
- 1961 IK Bolton, Stockholm
- 1962 IK Bolton, Stockholm
- 1963 IK Bolton, Stockholm
- 1964 Kvinnliga IK Sport, Göteborg
- 1965 Kvinnliga IK Sport, Göteborg
- 1966 IK Bolton, Stockholm
- 1967 IK Bolton, Stockholm
- 1968 Kvinnliga IK Sport, Göteborg
- 1969 Kvinnliga IK Sport, Göteborg
- 1970 Kvinnliga IK Sport, Göteborg
- 1971 Stockholmspolisens HK/Artemis
- 1972 Kvinnliga IK Sport, Göteborg
- 1973 Kvinnliga IK Sport, Göteborg
- 1974 Stockholmspolisens IF
- 1975 Stockholmspolisens IF
- 1976 Stockholmspolisens IF
- 1977–1980 Inga SM
- 1981 BK Troja, Stockholm
- 1982 Inget SM
- 1983 Irsta HF, Västerås
- 1984 RP IF, Linköping
- 1985 Stockholmspolisens IF
- 1986 Stockholmspolisens IF
- 1987 Skuru IK, Nacka
- 1988 Tyresö HF
- 1989 Tyresö HF
- 1990 Skånela IF, Märsta
- 1991 Skånela IF, Märsta
- 1992 Skånela IF, Märsta
- 1993 Skånela IF, Märsta
- 1994 Spårvägens HF, Stockholm
- 1995 Spårvägens HF, Stockholm
- 1996 Spårvägens HF, Stockholm
- 1997 Skånela IF, Märsta
- 1998 Skuru IK, Nacka